# 니가타 방송
니가타 방송은 니가타현에 처음 세워진 민영방송국으로 라디오 방송국은 1952년 12월 24일에, 텔레비전 방송국은 1958년 12월 24일에 개국했다.
약칭은 영어회사명 Broadcasting System of NIigata Inc.에서 따온 BSN이다.
라디오 콜사인은 JODR,텔레비전 콜사인 JODR-DTV이다.

## 연혁
- 1952년 10월 14일 라디오 니가타(약칭 RNK) 설립.
- 1952년 12월 16일 본면허가 교부(주파수 1410 kHz, 출력은 낮 1kW, 야간 500W).
- 1952년 12월 24일 라디오 니가타라는 이름으로 일본에서 18번째로 중파라디오 방송국 개국.
- 1955년 10월 1일 니가타시에서 일어난 대화재로 백화점에 있던 사옥이 전소되었으나 인화 직전까지 백화점 옥상에서 화재 생중계를 실시해 현민들에게 좋은 평을 얻었다.
- 1958년 12월 13일 텔레비전 시험 방송 개시.
- 1958년 12월 25일 텔레비전 본방송 개시.
- 1959년 8월 1일 라디오도쿄 TV(KRT, 현재의 도쿄 방송)에서 설치한 뉴스 네트워크인 JNN에 가맹한다.
- 1959년 12월 14일 니가타항에서 출발한 최초의 재일한국인 북한송환선 출항모습을 텔레비전·라디오를 통해 생중계했으며 텔레비전 방송의 경우 JNN 보도 특별프로로서 JNN 계열 18개 방송국에서 동시 생중계를 실시한다(제작에는 니가타 방송을 포함한 7개 가맹국이 협력했다).
- 1961년 3월 1일 회사명, 방송국명을 니가타 방송(BSN)으로 변경.
- 1962년 11월 6일 방송용 2 인치 VTR을 도입한다.
- 1964년 10월 3일 컬러 텔레비전 방송 개시
- 1965년 5월 2일 JRN에 가맹.
- 1968년 12월 1일 지역CM일부가 컬러로 바뀐다.
- 1968년 12월 25일 니가타 종합 TV 개국에 따라 완전한 JNN계열국이 된다.(일부 타 계열 방송국 프로그램 방송은 계속된다.)
- 1970년 6월 1일 지역뉴스 컬러방송을 실시한다.
- 1970년 10월 5일 골든 타임의 텔레비전 프로그램이 완전히 컬러방송으로 바뀐다.
- 1971년 12월 1일 스튜디오 제작 지역방송 프로그램이 완전히 컬러화 된다.
- 1973년 11월 1일 FM 방송국 면허신청 각하.
- 1975년 3월 31일　준 중심방송국 네트워크 교체에 따라 아사히 방송제작 프로그램이 니가타 종합 TV에 이행되면서 마이니치 방송제작 프로그램만 방송되게된다.(일부 프로그램은 1983년 10월 1일 니가타 TV21개국때까지 계속 방송 되었다.)
- 1976년 6월 1일 NRN에 가맹하면서 「올나이트 니폰」이 동시방송되기 시작한다.
- 1978년11월 23일 국제 전기통신 연합 결정에 따라, 오전 5시, 라디오의 주파수가 JODO 조에쓰 중계국 외에 모두 변경된다.(JODR 니가타 본국 :1120kHz→1116kHz, JODE 나가오카국：1060kHz→1062kHz, 시오자와 중계국은 1485 kHz로 변경)
- 1979년 10월 10일 재일한국인 북한송환 20주년을 맞아 북한에 기자 파견.
- 1980년 11월 29일 텔레비전 음성다중방송 개시(니가타현 최초).
- 1997년 10월 1일 텔레비전 문자다중방송 개시.
- 2000년 1월 일본 중앙 경마회 주최 일요일 경마 중계가 제작국 후지 TV 계열국 니가타 종합 TV로 이행하면서 TV 도쿄 계열 프로그램 이외의 다른 계열국 프로그램이 중단된다.
- 2005년 10월 1일 지상파 디지털 텔레비전 방송 시험 전파 발사(처음에는 출력 30W로 방송했고, 야하타 송신소만 방송했다.)
- 2005년 10월 25일 오전 4시 30분 , 지상파 디지털 방송 시험 방송 개시
- 2005년 11월 1일 지상파 디지털 방송의 출력이 3kW가 된다.
- 2005년 12월 12일 지상파 디지털 방송의 데이터 시험 방송 개시(니가타현 최초)
- 2006년 1월초순 지상파 디지털 방송의 원세그 시험 방송 개시(니가타현 최초)
- 2006년 4월 1일 지상파 디지털 텔레비전 방송 개시(UHF17ch, 출력 3kW, 콜사인 JODR-DTV).
- 2011년 7월 25일 지상파 아날로그 텔레비전 방송 완전 종료.
- 2015년 11월 1일 니가타 FM 보완중계국 개국

## 라디오

### 라디오 주파수
| 방송국·중계국        | 콜사인 | 주파수  | 출력 | 비고 |
| -------------------- | ------ | ------- | ---- | ---- |
| 니가타 방송국        | JODR   | 1116kHz | 5kW  |      |
| 니가타 FM 보완중계국 | -      | 92.7MHz | 1kW  |      |
| 조에쓰 중계국        | JODO   | 1530kHz | 1kW  |      |
| 나가오카 중계국      | JODE   | 1062kHz | 100W |      |
| 이토이가와 중계국    | -      | 1530kHz | 100W |      |
| 코이데 중계국        | -      | 1026kHz | 100W |      |
| 도카마치 중계국      | -      | 1062kHz | 100W |      |
| 가시와자키 중계국    | -      | 1062kHz | 100W |      |
| 시오자와 중계국      | -      | 1485kHz | 100W |      |

## 텔레비전

### 뉴스 네트워크의 변천
- 1958년 12월 25일 텔레비전 본방송 개시.라디오도쿄 TV·니혼 TV와 네트워크관계를 맺는다.
- 1959년 3월 1일 NET-TV와 이 날 개국한 후지 TV와 네트워크 관계를 맺는다.
- 1959년 8월 1일 JNN 발족과 동시에 가맹.뉴스 네트워크는 라디오도쿄 TV단독가맹, 그 이외 프로그램은 프리 네트워크 체제를 유지한다.
- 1967년 6월 민간방송 교육협회 발족과 동시에 가맹.
- 1968년 12월 16일 니가타 종합 TV 개국에 의해 뉴스 이외의 프로그램도 도쿄방송계열국이 되지만 이행되지 않았던 프로그램은 프로그램 판매 형태로 계속 방송하게 되었다.
- 1975년 3월 31일 준 중심방송국 네트워크 교체에 따라 간사이 지역 프로그램 공급처가 아사히 방송에서 마이니치 방송으로 교체된다.
- 1981년 4월 1일 NNN계열 방송국 TV 니가타 방송망 개국에 의해 니혼TV 프로그램이 중단되는 동시에 후지 TV·TV 아사히의 일부 프로그램이 니가타 종합 TV로 이행된다.
- 1983년 10월 1일 니가타 TV21 개국에 따라 민간방송 교육협회 제작 프로그램을 제외한 TV 아사히 프로그램이 모두 중단되었고 2년 전 이행하지 못했던 후지 TV 프로그램은 경마 중계를 제외하면 모두 니가타 종합 TV로 이행되었다.
- 2000년 1월 1일 후지 TV 제작 경마 중계 프로그램이 니가타 종합 TV로 이행되면서 TV 도쿄계열 이외의 다른 계열 프로그램이 중단된다.

## 보충서술
- 현재 호출부호로 사용하고 있는 JODR은 원래 효고현에 설시된 예정이었던 중파 라디오 방송국 히메지 시영 방송에 할당될 예정이었으며 만일 히메지 시영 방송이 정상적으로 개국했을 경우 현재 아키타 방송에서 사용하고 있는 JOTR을 쓸 예정이었다.
- 라디오로 방송되고 있는 교통 정보의 타이틀은 특이하게「교통 속보」이며 대부분의 방송을 녹음해서 방송하고 있다.
- 1960년대 한때, 다카다 지사(현재의 조에츠 지사)에서는 혼슈의 텔레비전국에서는 드물게 지국 방송 전용 텔레비전 프로그램을 제작하고 있었던 시기가 있었다.
- 1990년대 중반까지 각 지사에서 니가타 라디오 방송국과 별도로 라디오 방송국을 통해 프로그램이나 지역광고를 방송하곤 했지만 니가타 현 각 지역에 소출력 공동체 라디오 방송국이 개국하면서 지금은 모두 니가타 방송국의 프로그램과 광고를 송출하고 있다.
- 1964년 5월 1일 문화활동의 일환으로 BSN 니가타 미술관을 개관했으나 1970년대 후반 니가타 시립 미술관 건립계획이 세워지고 그 결과 1985년 10월 13일 니가타시 미술관이 개관하면서 11월 5일 폐관했고 폐관 당시 BSN 니가타 미술관에서 소장하고 있던 미술작품은 니가타시 미술관에 기증했다.
- 니가타 현 조에쓰 지진이 일어나자 2004년 10월 28일부터 2004년 12월말까지 재난지역에 재해관련 방송 등을 보다 좋은 음질로 제공하기 위해 가와구치 중계국(1485kHz,출력 100W)이 설치·운영 되었으며 나가오카 방송국의 중계국으로서 면허가 발부되었다.

## 니가타현에 있는 다른 텔레비전·라디오 방송국
- NHK 니가타 방송국
- TV 니가타 방송망(TeNY)(니혼 TV 계열)
- 니가타 TV21(UX)(TV 아사히 계열)
- 니가타 종합 TV(NST)(후지 TV 계열)
- FM라디오니가타(JFN 계열)
- 니가타현민 FM방송(독립 라디오 방송국)